# Мазоэ
Мазоэ (в нижнем течении — Лвенья, Луэнья) — река в Юго-Восточной Африке.
Истоки находятся к северу от Хараре в Зимбабве, течёт на север, а затем северо-восток, где образует часть границы с Мозамбиком.
Длина реки около 400 километров. Впадает в Замбези. Данная река, как и многие другие реки в юго-центральной части Африки, имеет сильные сезонные колебания, она переполнена в сезон дождей и крайне маловодна в сухой сезон.
Воды реки используются для орошения. В 1929 году на реке для этих целей возведена дамба.